# Trichoreninus geminus
Trichoreninus geminus är en skalbaggsart som först beskrevs av August Reichensperger 1935.  Trichoreninus geminus ingår i släktet Trichoreninus och familjen stumpbaggar. Inga underarter finns listade i Catalogue of Life.